# Roland Rademaker
Roland Rademaker est un joueur néerlandais de volley-ball né le 18 mars 1982 à Apeldoorn. Il mesure 1,92 m et joue passeur. Il totalise 11 sélections en équipe des Pays-Bas.

## Clubs
| Club                       | Pays      | De        | À         |
| -------------------------- | --------- | --------- | --------- |
| Rijnmond Volleyball        | Pays-Bas  | 2003-2004 | 2004-2005 |
| Ortec Nesselande Rotterdam | Pays-Bas  | 2005-2006 | 2005-2006 |
| Orion Doetinchem           | Pays-Bas  | 2006-2007 | 2007-2008 |
| Moerser SC                 | Allemagne | 2008-2009 | 2008-2009 |
| Tourcoing LM               | France    | 2009-2010 | 2009-2010 |

## Palmarès
- Championnat des Pays-Bas (1)
  - Vainqueur : 2006
- Coupe des Pays-Bas (1)
  - Vainqueur : 2006
- Supercoupe des Pays-Bas (1)
  - Vainqueur : 2007